# 山崎清 (歯科医)
山崎 清（やまざき きよし、1901年6月30日 - 1985年2月22日）は、日本の歯科医、画家、顔の研究家。

## 生涯
埼玉県越谷市生まれ。春日部中学校を経て、1923年に日本歯科医学専門学校（現・日本歯科大学）卒業。
1920年に風景画で二科展に入選。1924年から1930年にかけてフランスで歯科と絵画を学ぶ。
1937年に「日本人下顎骨の増齡殊に齒牙発生脱落に伴ふ形態変化の研究」で新潟医科大学より医学博士を授与される。
1931年日本歯科医学専門学校講師、助教授、教授、外科部長、1964年鶴見大学教授、1972年定年、名誉教授。

## 著書
- 『軍陣歯科 殊に顎顔面戦傷の歯科的処置』金原商店 1937
- 『歯科医史』金原商店 1940
- 『顔の人類学』天佑書房 1943
- 『歯と民族文化』天佑書房 1943
- 『無医村と歯』天佑書房 1943
- 『人間の歯』創元社 1948
- 『人間の顔』読売新聞社 読売文庫　1955
- 『顔の散歩 へぼと立派の考現学』美和書院 1956
- 『ろまんすぐれい 随筆』鱒書房 1956
- 『日本人の顔』読売新聞社 1957
- 『顔 美醜の条件』青春出版社 青春新書　1958
- 『落第教授のシッポ』冨山房 1962
- 『顔と表情 性格と運命がわかる』読売新聞社 サラリーマン・ブックス 1963
- 『顔と性格』日本放送出版協会 NHKブックス 1965
- 『女の顔13章』文理書院ドリーム出版 センスシリーズ 1967
- 『人相発見 恋愛と職場の相性学』サンケイ出版 1979
- 『人間の顔 人相学序説』白水社 1980
- 『男の顔 行動人相学のすすめ』日本経営出版会 1981
- 『私の歯科回顧』書林 1983

### 翻訳
- フランシス・ボオ『容貌と性格』白水社 文庫クセジュ　1955
- フランシス・ボオ『人間関係』白水社 文庫クセジュ　1970